# Pyrasia gutturalis
Pyrasia là một chi bướm đêm thuộc họ Crambidae. Chi này chỉ có một loài Pyrasia gutturalis, thường tìm thấy ở Thổ Nhĩ Kỳ.